# Catecismo da Igreja de Gênova
O Catecismo da Igreja de Gênova (em francês: Catéchisme de l'Eglise de Genève) é um livro do reformador protestante João Calvino publicado em 1542. Ele foi inspirado na obra Kurze Schrifftliche Erklärung (1534), do também reformador Martin Bucer. Calvino já havia escrito um catecismo anteriormente, baseando-se largamente no Catecismo Maior de Lutero. A primeira versão foi estruturada de modo pedagógico, versando sobre Lei, Fé e Oração. A versão de 1542 foi reorganizada por razões teológicas, cobrindo a Fé primeiro e, em seguida, Lei e Oração.